# (37542) 1981 EJ8
1981 EJ8 (asteroide 37542) é um asteroide da cintura principal. Possui uma excentricidade de 0.15864070 e uma inclinação de 2.88887º.
Este asteroide foi descoberto no dia 1 de março de 1981 por Schelte J. Bus em Siding Spring.